# Tig Notaro
Tig Notaro, pseudonimo di Mathilde O'Callaghan Notaro (Jackson, 24 marzo 1971), è una comica, attrice, sceneggiatrice e autrice televisiva statunitense, particolarmente nota per il suo umorismo deadpan e per interpretare il personaggio di Jett Reno nella serie televisiva di fantascienza Star Trek: Discovery.

## Biografia

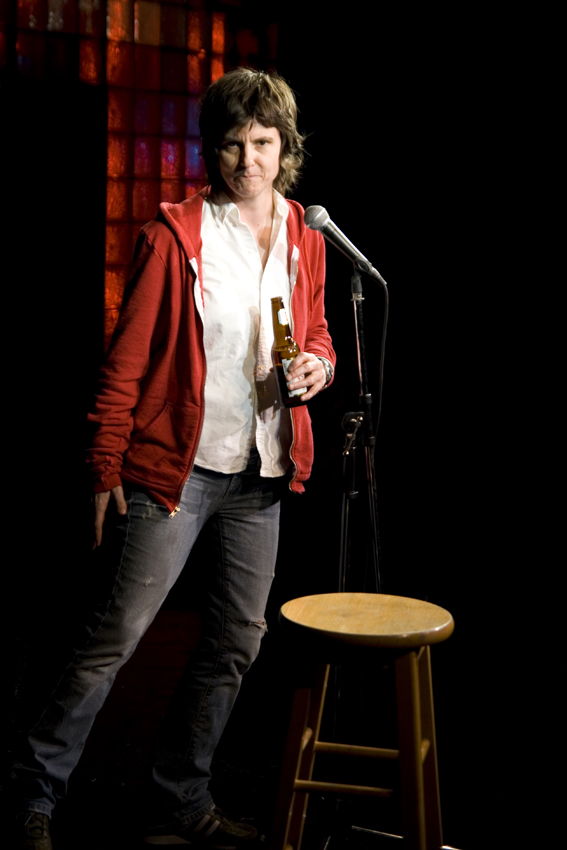
Tig Notaro dal vivo nel 2010

Tig Notaro nasce a Jackson, in Mississippi, da Mathilde "Susie" O'Callaghan e Pat Notaro, ma presto la famiglia si trasferisce a Pass Christian, in Michigan. I genitori divorziano poco tempo dopo e la madre si risposa con Lauric Cusack, con cui si trasferiscono a Spring, nei pressi di Houston in Texas. La madre è originaria di New Orleans e il suo trisavolo materno, John Fitzpatrick, era stato sindaco della città dal 1892 al 1896.
Nel 2012 pubblica un album dal vivo, Live, che viene candidato ai Grammy Awards 2014 come miglior album umoristico.
Nel 2016 il suo speciale televisivo, poi pubblicato anche come album dal vivo, Tig Notaro: Boyish Girl Interrupted, trasmesso da HBO, viene candidato ai Primetime Emmy Awards 2016 nella categoria miglior sceneggiatura per uno speciale varietà e ai Grammy Awards 2017 come miglior album umoristico.
Nel 2017 viene candidata con Diablo Cody ai Writers Guild of America Award, per l'episodio pilota della sitcom One Mississippi, mentre nel 2020 vince un Webby Award come migliore presentatore/personalità del web.
Nel 2019, avendo preso parte alla quinta stagione di Finding Your Roots, Tig Notaro scopre di essere una lontana cugina dell'attivista Gloria Steinem. Nello stesso anno entra a far parte del cast fisso di Star Trek: Discovery, sesta serie live action del franchise di fantascienza Star Trek,  a partire dalla seconda stagione. Tig Notaro vi interpreta la parte del comandante Jett Reno, ingegnere capo della nave stellare USS Hiawatha, precipitata su di un asteroide in uno scontro con i Klingon durante la guerra tra Federazione e Impero Klingon e sopravvissuta assieme a un piccolo gruppo di altri membri dell'equipaggio grazie al suo ingegno. Viene soccorsa nel 2257 dalla USS Discovery NCC-1031 capitanata da Christopher Pike (Anson Mount). Rimane a bordo della Discovery in qualità di ufficiale tecnico anche quando la nave viene portata nel futuro XXXII secolo da Michael Burnham (Sonequa Martin-Green).

## Vita privata
Nel 2012, anno della morte della madre, rivelò che le era stato diagnosticato un tumore bilaterale alla mammella che l'ha costretta ad effettuare una mastectomia. Nel 2015 si è sposata con l'attrice, scrittrice e comica Stephanie Allynne. La coppia nel 2016 ha accolto due gemelli, Max e Finn, avuti in surrogazione di maternità.

## Filmografia (parziale)

### Attrice

#### Cinema
- Lez Chat, regia di Tig Notaro - cortometraggio (2010)
- Crying in Public, regia di Ryan Perez - cortometraggio (2011)
- In a World... - Ascolta la mia voce (In a World...), regia di Lake Bell (2013)
- Una notte in giallo (Walk of Shame), regia di Steven Brill (2014)
- Catch Hell, regia di Ryan Phillippe (2014)
- Ashes, regia di C. Ashleigh Caldwell (2014)
- Clown Service, regia di Tig Notaro - cortometraggio (2015)
- And Punching the Clown, regia di Gregori Viens (2016)
- The Fun Company, regia di Stephanie Allynne - cortometraggio (2016)
- Dog Days, regia di Ken Marino (2018)
- Instant Family, regia di Sean Anders (2018)
- Lucy in the Sky, regia di Noah Hawley (2019)
- Music, regia di Sia (2021)
- Insieme per davvero (Together Together), regia di Nikole Beckwith (2021)
- Army of the Dead, regia di Zack Snyder (2021)
- Am I OK?, regia di Stephanie Allynne e Tig Notaro (2022)
- Da me o da te (Your Place or Mine), regia di Aline Brosh McKenna (2023)
- Un fantasma in casa (We Have a Ghost), regia di Christopher Landon (2023)
- Glitter & Doom, regia di Tom Gustafson (2023)

#### Televisione
- Dog Bites Man – serie TV, episodio 1x02 (2006)
- The Sarah Silverman Program – serie TV, 9 episodi (2007-2010)
- In the Motherhood – serie TV, 4 episodi (2009)
- Back on Topps – serie TV, episodio 2x01 (2009)
- Held Up, regia di Steve Carr, Jay Chandrasekhar e Arthur Mulholland – film TV (2008)
- Community – serie TV, episodio 2x10 (2010)
- The Office – serie TV, episodio 8x17 (2012)
- Susan 313, regia di Ken Kwapis – film TV (2012)
- Inside Amy Schumer – serie TV, episodi 1x05-1x09 (2013)
- Comedy Bang! Bang! – serie TV, episodi 2x13-3x13 (2013-2014)
- Suburgatory – serie TV, episodio 3x11 (2014)
- Maron – serie TV, episodio 2x08 (2014)
- Garfunkel and Oates - serie TV, episodio 1x02 (2014)
- Lisa, episodio di Rubberhead, regia di Stoney Sharp (2014)
- Transparent - serie TV, 6 episodi (2014-2019)
- One Mississippi – serie TV, 12 episodi (2015-2017)
- Lady Dynamite - serie TV, episodio 1x06 (2016)
- The Jim Gaffigan Show - serie TV, episodio 2x03 (2016)
- Transparent: The Lost Sessions – serie TV, episodi 1x07-1x08 (2017)
- Fresh Off the Boat – serie TV, episodi 4x13-4x17 (2018)
- New Girl - serie TV, episodio 7x04 (2018)
- UnMade - serie TV, episodio 1x06 (2019)
- Star Trek: Discovery – serie TV, 14 episodi (2019-2022) - Jett Reno
- The Morning Show - serie TV, episodio 3x01 (2022)

#### Videoclip
- Phoebe Bridgers Garden Song, regia di Jackson Bridgers (2020)

### Doppiatrice

#### Cinema
- Beavis & Butt-Head alla conquista dell'universo (Beavis and Butt-Head Do the Universe), regia di John Rice e Albert Calleros (2022)

#### Televisione
- The Life & Times of Tim – serie animata, episodio 3x01 (2011)
- Bob's Burgers – serie animata, episodi 3x21-11x15 (2013-2021)
- Clarence – serie animata, 5 episodi (2014-2017)
- Adventure Time – serie animata, episodio 6x43 (2015)
- Tuca & Bertie – serie animata, episodio 1x07 (2019)
- The Fungies – serie animata, episodi 1x35-3x13 (2020)
- Star Trek Logs – webserie, episodi 1x08-2x22 (2020-2022) - Jett Reno
- Star Wars: Young Jedi Adventures - serie animata, episodi 1x07-1x12 (2023)

### Regista

#### Cinema
- Have Tig at Your Party - direct-to-video (2008)
- The Tig Series - cortometraggio (2009)
- Lez Chat, co-diretto con Kyle Dunnigan - cortometraggio (2010)
- Clown Service - cortometraggio (2015)
- Am I OK?, co-diretto con Stephanie Allynne (2022)

#### Televisione
- Tig Notaro: Boyish Girl Interrupted, co-diretto con Jay Karas - special TV (2015)
- One Mississippi - serieTV, episodio 2x01 (2017)
- 2 Dope Queens - serie TV, 4 episodi (2018)
- Tig Notaro: Happy to Be Here - special TV (2018)
- Ellen DeGeneres: Relatable, co-diretto con Joel Gallen - special TV (2018)

### Sceneggiatrice

#### Cinema
- Have Tig at Your Party, regia di Tig Notaro - direct-to-video (2008)
- Lez Chat, regia di Kyle Dunnigan e Tig Notaro - cortometraggio (2010)
- Knock Knock, It's Tig Notaro, regia di Michael LaHaie e Christopher Wilcha (2015)
- Clown Service, regia di Tig Notaro - cortometraggio (2015)

#### Televisione
- Inside Amy Schumer - serie TV, 10 episodi (2013)
- One Mississippi - serie TV, 12 episodi (2015-2017)

## Trasmissioni televisive

### Autrice
- Comedy Central Presents - varietà comico (2004)
- 2010 MTV Movie Awards - speciale TV (2010)
- UnCabaret - varietà comico (2012)
- Tig Notaro: Boyish Girl Interrupted, regia di Jaime Eliezer Karas e Tig Notaro - speciale TV (2015)
- Laugh Factory - varietà comico (2011-2017)
- Tig Notaro: Happy to Be Here, regia di Tig Notaro - speciale TV (2018)
- Tig Notaro: Drawn, regia di Greg Franklin - speciale TV (2021)
- Tig Notaro: Hello Again, regia di Stephanie Allynne - speciale TV (2024)

### Conduttrice
- Tig Notaro: Boyish Girl Interrupted, regia di Jaime Eliezer Karas e Tig Notaro - speciale TV (2015)
- Tig Notaro: Happy to Be Here, regia di Tig Notaro - speciale TV (2018)
- Tig Notaro: Drawn, regia di Greg Franklin - speciale TV (2021)
- Tig Notaro: Hello Again, regia di Stephanie Allynne - speciale TV (2024)

## Discografia

### Album in studio
- 2011 - Good One
- 2016 - Boyish Girl Interrupted
- 2018 - Happy To Be Here
- 2022 - Drawn (Comedy Dynamics)
- 2024 - Hello Again (Secretly Canadian)

### Album dal vivo
- 2013 - Live

## Riconoscimenti
- GALECA: The Society of LGBTQ Entertainment Critics
  - 2013 - Candidatura all'artista selvaggio dell'anno
  - 2016 - Candidatura all'artista selvaggio dell'anno
  - 2016 - Candidatura allo spirito selvaggio dell'anno
- Grammy Award
  - 2014 - Candidatura miglior album umoristico per Live
  - 2017 - Candidatura miglior album umoristico per Boyish Girl Interrupted
- Hollywood Critics Association Midseason Awards
  - 2021 - Candidatura alla miglior attrice non protagonista per Army of the Dead
- Primetime Emmy Awards
  - 2016 - Candidatura alla miglior sceneggiatura per un varietà per Tig Notaro: Boyish Girl Interrupted
- Screen Actors Guild Award
  - 2024 - Candidatura al miglior cast in una serie drammatica per The Morning Show (condiviso con altri)
- The Queerties
  - 2022 - Candidatura al Queerty Podcast per Don't Ask Tig
- The Webby Awards
  - 2020 - Miglior personalità/ospite del web per Under a Rock with Tig Notaro
- Writers Guild of America Award
  - 2017 - Candidatura all'episodio di una commedia per l'episodio Pilot della serie televisiva One Mississippi (condiviso con Diablo Cody)

## Doppiatrici italiane
Nelle versioni in italiano delle opere in cui ha recitato, Tig Notaro è stata doppiata da: 
- Laura Romano in One Mississippi, Instant Family, Army of the Dead, Da me o da te?, Un fantasma in casa
- Daniela Abruzzese in Una notte in giallo
- Stefania Patruno in Transparent
- Renata Bertolas in Lucy in the Sky
- Stefanella Marrama in Star Trek: Discovery
- Alessandra Korompay in Insieme per davvero

Da doppiatrice è sostituita da:
- Gemma Donati in Star Wars: Young Jedi Adventures